# Peace Now

Peace Now Logo

Peace Now, ossia Pace adesso (ebraico: שלום עכשיו - Shalom Akhshav), è un movimento progressista pacifista non-governativo israeliano che si propone di "spingere l'opinione pubblica [israeliana] e convincere il governo israeliano della necessità e della possibilità di giungere a una pace giusta e a una storica riconciliazione con il popolo palestinese e il mondo arabo circostante, basando il suo ragionamento sulla formula "pace in cambio di territori".
A seguito della visita di Anwar al-Sadat in Israele nel 1977, 348 ufficiali militari israeliani riservisti rivolsero una petizione al Primo Ministro israeliano Menachem Begin chiedendogli di continuare su quella strada pacifica. Questa petizione portò alla costituzione del movimento Peace Now, un movimento popolare dedicato a convogliare un crescente sostegno pubblico al "processo di pace".
Peace Now si oppose nel 1982 alla invasione israeliana del Libano, organizzando un massiccio raduno dopo la notizia del Massacro di Sabra e Shatila.
Il 10 febbraio 1983, in una dimostrazione di Peace Now a Gerusalemme, un militante di estrema destra, di nome Yonah Avrushmi, lanciò una bomba a mano contro i dimostranti, uccidendo l'attivista di Peace Now, Emil Grunzweig, e ferendo numerose altre persone.

Durante gli anni della sua attività, Peace Now si è sempre opposta alla politica israeliana degli insediamenti in Cisgiordania, che il movimento percepisce come una mina sotterranea in grado di vanificare la pace coi palestinesi.
La Prima Intifada è stata vista da Peace Now come un atto politico e perciò il movimento invoca l'avvio di negoziati coi palestinesi, miranti a metter fine a quella che viene giudicata un'occupazione violenta della Cisgiordania (in Israele chiamata Giudea e Samaria) e Gaza.
La firma degli Accordi di Oslo ha rappresentato una pietra miliare nell'attività di Peace Now, che lotta per il principio "terra in cambio di pace", e organizza manifestazioni contro il governo israeliano che persegue approcci assai diversi nel suo "processo di pace".
Con l'esplodere della Seconda Intifada i rapporti con le autorità governative sono peggiorati ulteriormente, per il timore che Peace Now ha che l'iter di pace sia nei fatti collassato.
Nel 2003, sono partite nuove iniziative per risolvere la questione israelo-palestinese, come il Censimento Nazionale e l'iniziativa di Ginevra, entrambe basate sulla formula "terra in cambio di pace". Nessuna di tali iniziative è tuttavia ufficialmente riferibile a Peace Now. Gli Accordi di Ginevra s'identificano in Yossi Beilin e il partito Yashad; il Censimento Nazionale s'identifica invece nella figura di Ami Ayalon.
Le principali iniziative nel 2004 di Peace Now sono quelle di monitorare l'espansione degli insediamenti israeliani e l'istituzione di avamposti illegali da parte della Gioventù della collina. Peace Now è stato uno dei principali organizzatori della dimostrazione Mate ha-Rov ("campo maggioritario") nel 2004, come sostegno al Piano israeliano di disimpegno unilaterale del 2004 e al ritiro dalla Striscia di Gaza. Il 19 marzo 2005, un raduno favorevole al disimpegno ha attirato 10.000 persone.